# 히가시모로카타군

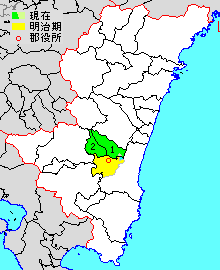
히가시모로카타 군의 위치

히가시모로카타군(일본어: 東諸県郡, ひがしもろかたぐん)은 일본 미야자키현의 군이다.
인구 23,905명, 면적 225.82km², 인구밀도 106명/km².(2025년 5월 1일, 추계인구)
이하 2정으로 구성된다.
- 아야정(綾町)
- 구니토미정(国富町)

## 역사
- 2006년 1월 1일 - 다카오카 정이 미야자키시에 편입되었다.